# Plectrocnemia kisbelai
Plectrocnemia kisbelai är en nattsländeart som beskrevs av Lazar Botosaneanu 1967. Plectrocnemia kisbelai ingår i släktet Plectrocnemia och familjen fångstnätnattsländor. Inga underarter finns listade i Catalogue of Life.